# Gare de San Bernardo (Séville)
La gare de San Bernardo est une gare ferroviaire espagnole, située à Séville, en Andalousie.
Elle est desservie par les trains régionaux, les trains régionaux à grande vitesse et les trains de banlieue de l'agglomération de Séville. Elle est ouverte en 1991 dans le cadre du réaménagement des infrastructures de transport engagé en prévision de l'exposition universelle de 1992.